# Monterado
Monterado est une ancienne commune italienne, maintenant une frazione de Trecastelli, située dans la province d'Ancône, dans la région des Marches, en Italie centrale.
Le 1er janvier 2014, Monterado a fusionné avec ses voisines Castel Colonna et Ripe pour former la nouvelle commune de Trecastelli.

## Administration
| Période                                  | Période | Identité | Étiquette | Qualité |
| ---------------------------------------- | ------- | -------- | --------- | ------- |
|                                          |         |          |           |         |
| Les données manquantes sont à compléter. |         |          |           |         |

### Hameaux
Ponterio

### Communes limitrophes
Corinaldo, Mondolfo, Monte Porzio, San Costanzo